# Punt addicional

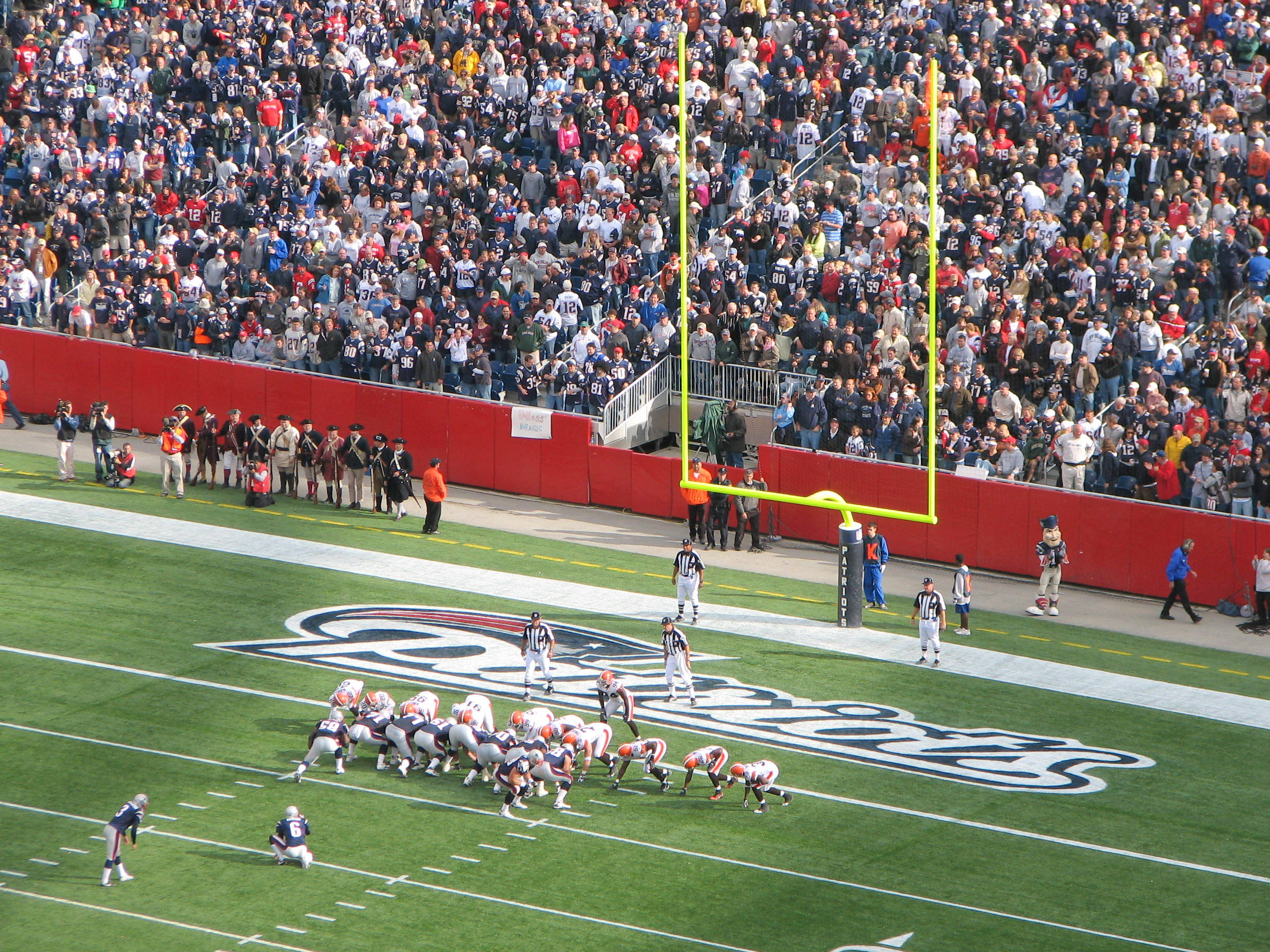
Formació típica per xutar el punt addicional.

En futbol americà, el punt addicional (extra point en anglès) és un punt addicional al qual opta un equip després d'anotar un touchdown.
S'ha d'executar un xut cap als dos pals verticals del final del camp des de 20 iardes de distància. Si la pilota entra, l'equip rep un punt més que se suma als 6 aconseguit pel touchdown. La probabilitat de fallar aquest xut és molt baixa, ja que la distància del xut és molt curta.
Si l'equip atacant vol arriscar per aconseguir major puntuació, pot intentar una conversió de dos punts.
Si el xut es interceptat (també passa amb la conversió de dos punts) i la defensa aconsegueix la possessió, pot provar d'arribar a la zona d'anotació dels contraris, assolint ells dos punts. Això passa poques vegades per la dificultat de bloquejar un xut i la dificultat de recórrer tot el camp.